# Чано д'Енца (Ређо Емилија)
Чано д'Енца (итал. Ciano d'Enza) је насеље у Италији у округу Ређо Емилија, региону Емилија-Ромања.
Према процени из 2011. у насељу је живело 2349 становника. Насеље се налази на надморској висини од 202 м.